# Ауце

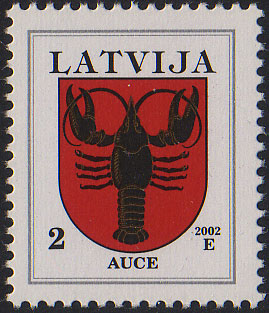
Герб города на почтовой марке
2002 года

А́уце (латыш. Auceо файле; ранее — Альт-Ауц, нем. Alt-Autz) — город на юге Латвии, административный центр бывшего Ауцского края.
Население — 3 тыс. жителей (2011).

## География
Расположен в 100 км к юго-западу от Риги, у границы с Литвой. Железнодорожная станция.

## История
С 31 декабря 1949 года был центром Ауцского района. После его ликвидации город входил в состав Добельского района (до 1 июля 2009 года). С 1 июля 2009 года после административно-территориальной реформы Латвии был краевым центром Ауцского края. В 2021 году в результате новой административно-территориальной реформы Ауцский край был упразднён, а Ауце, как самостоятельная территориальная единица включён в Добельский край.
Главной достопримечательностью города является дворец (замок) Вецауце, построенный в 1845 году в псевдоготическом стиле.

## Транспорт

### Автодороги
Через Ауце проходят региональные автодороги P96 Пури — Ауце — Гривайши и P104 Тукумс — Ауце — граница Литвы (Витини). Среди местных автодорог наиболее важны V1128 Добеле — Иле — Ауце и V1116 Ауце — Вадаксте.

### Междугородное автобусное сообщение
Основные маршруты: Ауце — Елгава — Рига; Ауце — Салдус; Ауце — Добеле.

## Города-побратимы
- Несвиж

## Галерея

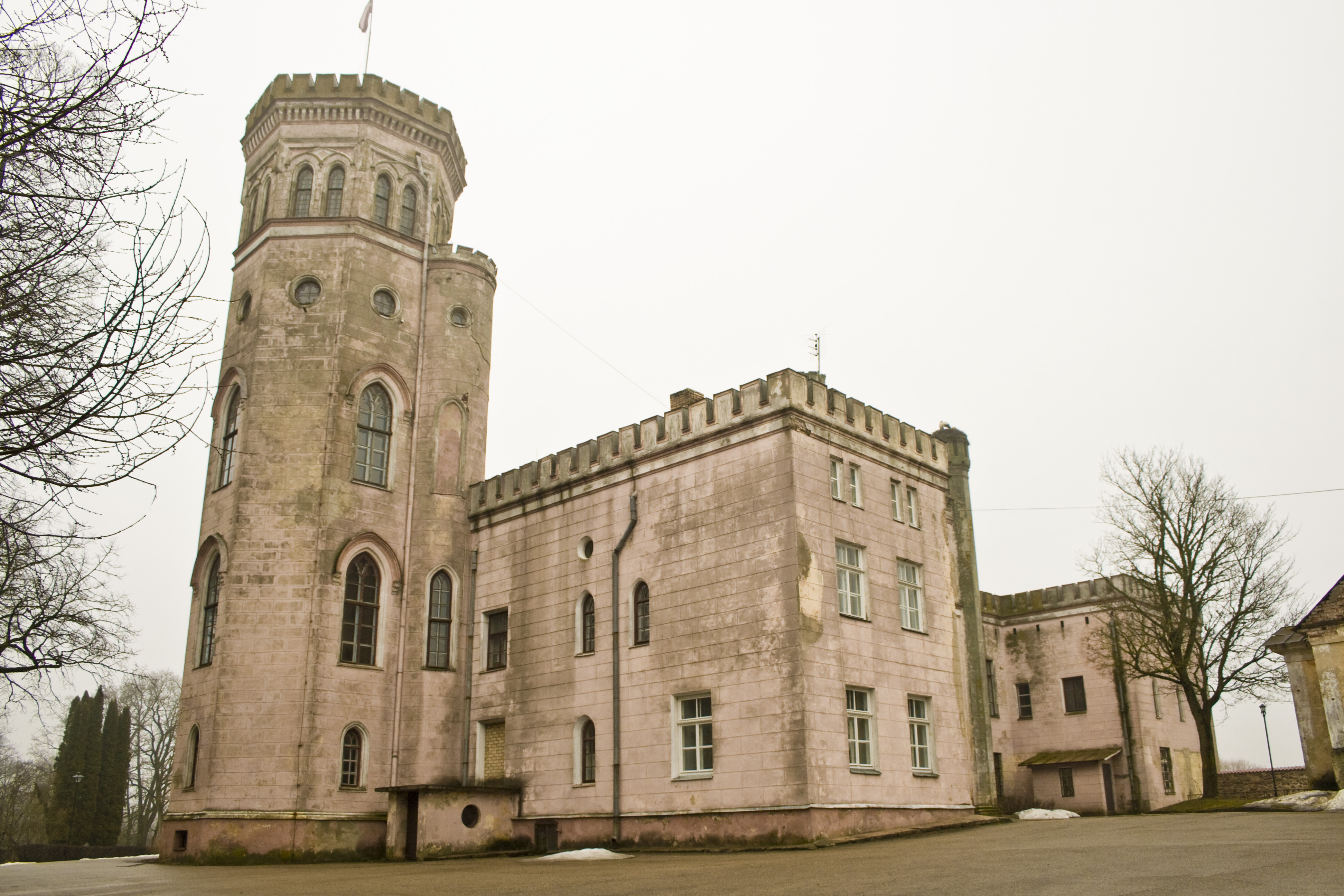
Замок Вецауце
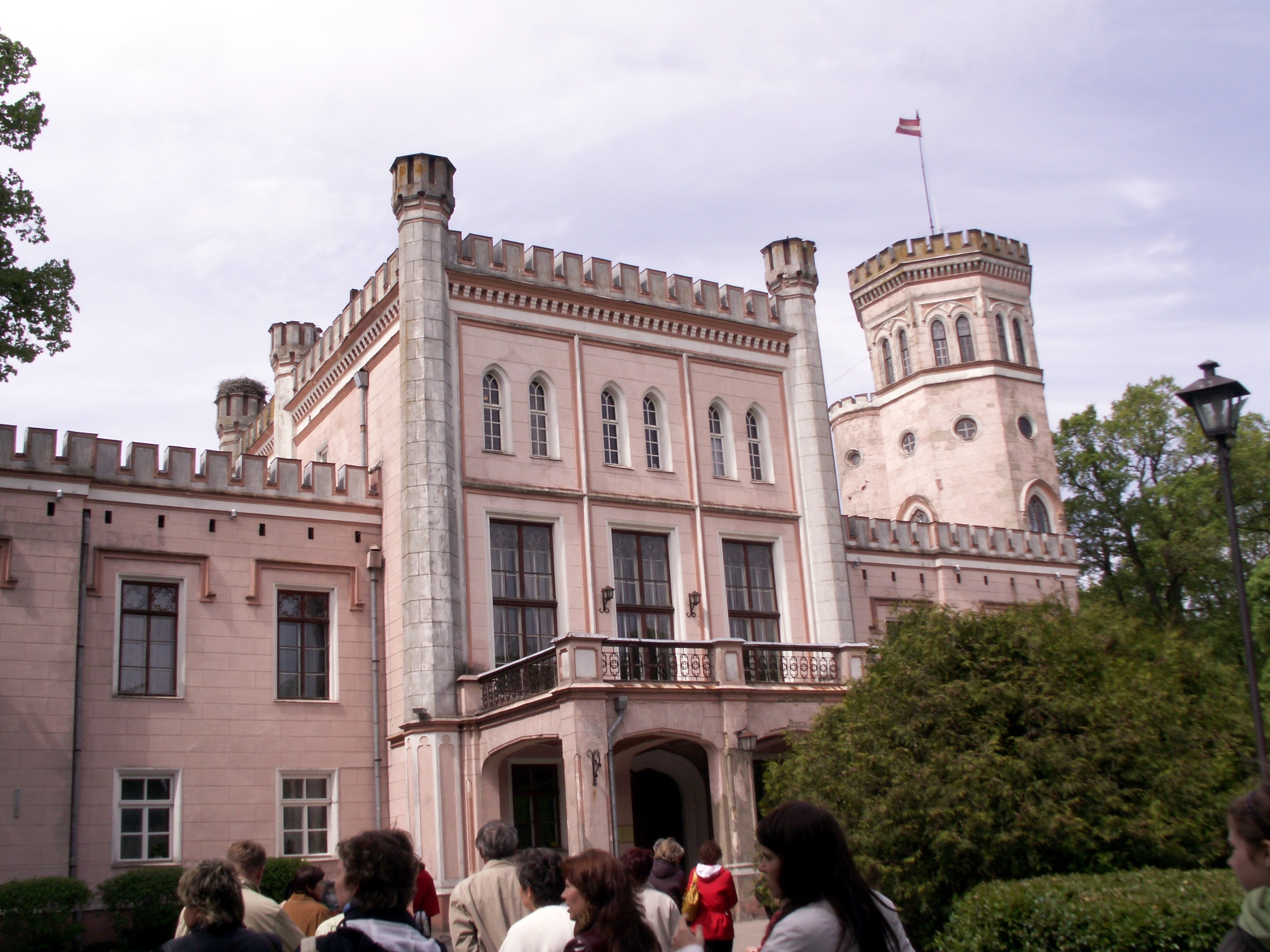
Замок Вецауце